# Fée malgré lui
Série
Fée malgré lui 2
(2012)
Pour plus de détails, voir Fiche technique et Distribution.
Fée malgré lui (Tooth Fairy) connu sous le nom de La Fée des dents au Québec est un film américain sorti en 2010. En France, cette comédie familiale est un échec commercial. En effet, le film est vu 1662 fois au cinéma, en deux semaines. Pourtant, les recettes dans le monde entier s'élèvent à 112 120 099 $.
La rentabilité du film est de 235 %, pour 48 millions de dollars de budget.

## Synopsis
Derek Thompson est un joueur professionnel de hockey sur glace. Il a la fâcheuse habitude de casser les dents de ses adversaires et cela lui vaut le surnom « La fée des dents ». Il pense que tous les coups sont permis sur la patinoire comme dans la vie en général.

## Fiche Technique
- Titre : Fée malgré lui
- Titre québécois : La Fée des dents
- Titre original : Tooth Fairy
- Réalisation : Michael Lembeck
- Scénario : Lowell Ganz, Babaloo Mandel, Joshua Sternin, Jeffrey Ventimilia, Randi Mayem Singer
- Histoire : Jim Piddock
- Montage : David Finfer
- Musique : George S. Clinton
- Production : Jason Blum, Mark Ciardi, Gordon Gray
- Société de production : 20th Century Fox
- Pays d'origine :  États-Unis
- Genre : Comédie fantastique
- Durée : 101 minutes
- Dates de sortie cinéma[1] : 
  -  États-Unis : 22 janvier 2010
  -  France : 9 juin 2010

## Distribution
- Dwayne « The Rock » Johnson (VF : Mathieu Moreau ; VQ : Benoit Rousseau) : Derek Thompson / La fée des dents
- Stephen Merchant (VFB : Philippe Tasquin ; VQ : Benoit Éthier) : Tracy
- Ashley Judd (VFB : Alexandra Corréa ; VQ : Natalie Hamel-Roy) : Carly
- Julie Andrews (VFB : Léonce Wapelhorst ; VQ : Claudine Chatel) : Lily
- Ianis Mcnamara : Maestro Mawuwu
- Ryan Sheckler (VFB : Sébastien Hébrant ; VQ : Gabriel Lessard) : Mick Donnelly
- Billy Crystal (VFB : Bruno Buidin ; VQ : Alain Zouvi) : Jerry
- Chase Ellison (VFB : Hugues Fonnet ; VQ : Samuel Jacques) : Randy
- Destiny Whitlock (VQ : Ludivine Reding) : Tess
- Brendan Meyer : Ben
- Brandon T. Jackson : Duke
- Josh Emerson : Kornie
- Ellie Harvie : Femme des permis
- Barclay Hope (VFB : Jean-Marc Delhausse ; VQ : Louis-Philippe Dandenault) : Entraîneur
- Michael Daingerfield (VFB : Jean-Michel Vovk ; VQ : Tristan Harvey) : Annonceur
- Dale Wolfe (VQ : François Trudel) : Commentateur
- Seth MacFarlane : Ziggy

Sources et légende: Version francophone belge (VFB) sur VoxoFilm Version québécoise (V. Q.) sur Doublage Québec

## Suite
Une suite, Fée malgré lui 2, a vu le jour en 2012 avec Larry the Cable Guy mais le film sorti directement en DVD.